# Черенок

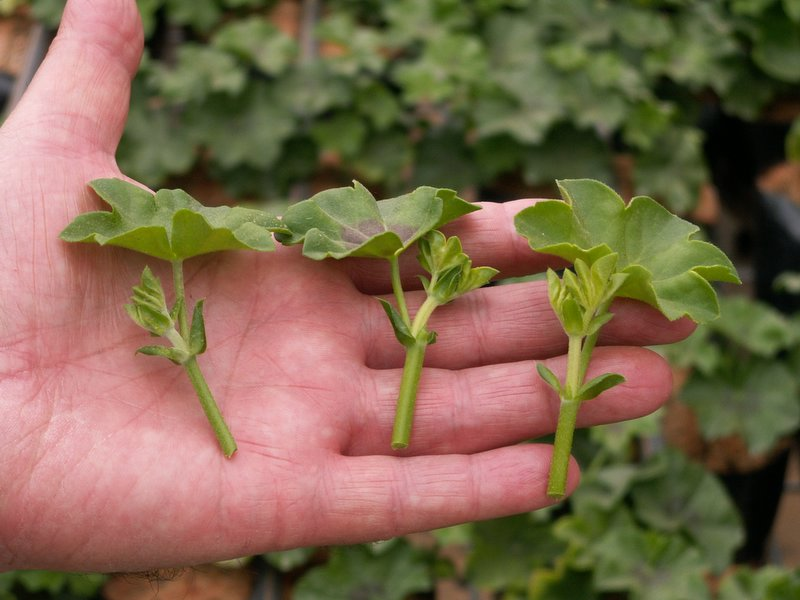
Подготовленные к посадке стеблевые зелёные черенки Пеларгония щитовидная|Пеларгонии щитовидной (Pelargonium peltatum)

Черено́к — специально отделённая часть растения, используемая для вегетативного размножения.

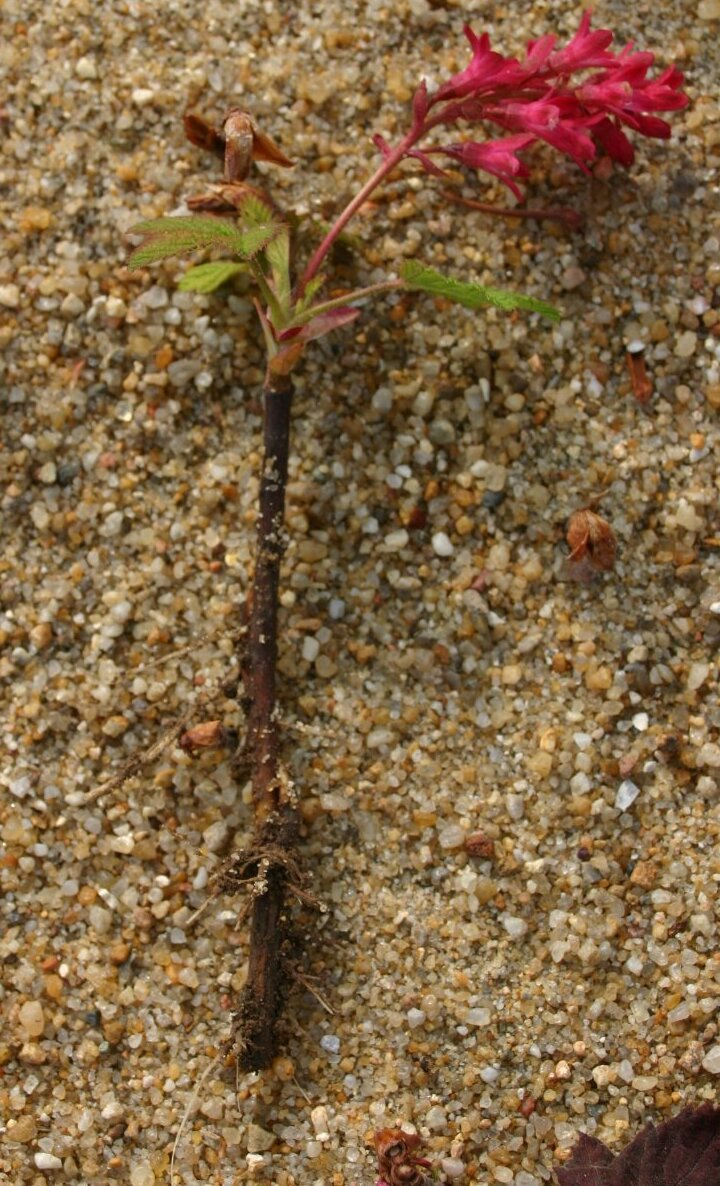
Корневой черенок Смородина кроваво-красная|смородины кроваво-красной (Ribes sanguineum)

Посаженный в субстрат для укоренения, черенок, развивая корни и почки, вырастает в новое растение. Образовавшееся из черенка растение сохраняет свойства и признаки маточного (материнского).
Обыкновенно делают черенки из побегов, полностью одревесневших — без листьев (смородина, Виноград, айва, инжир) — или зелёных — с листьями (смородина, слива, вишня, виноград, крыжовник), но можно делать черенки и из стеблей трав (флокс), даже однолетних.
От некоторых древесных и травянистых корнеотпрысковых растений (малина, ежевика, тополь серебристый, молодые сеянцы яблони, флокс) берут черенки из корней (корневые черенки), такие черенки развивают придаточные почки, вырастающие в новые растения.

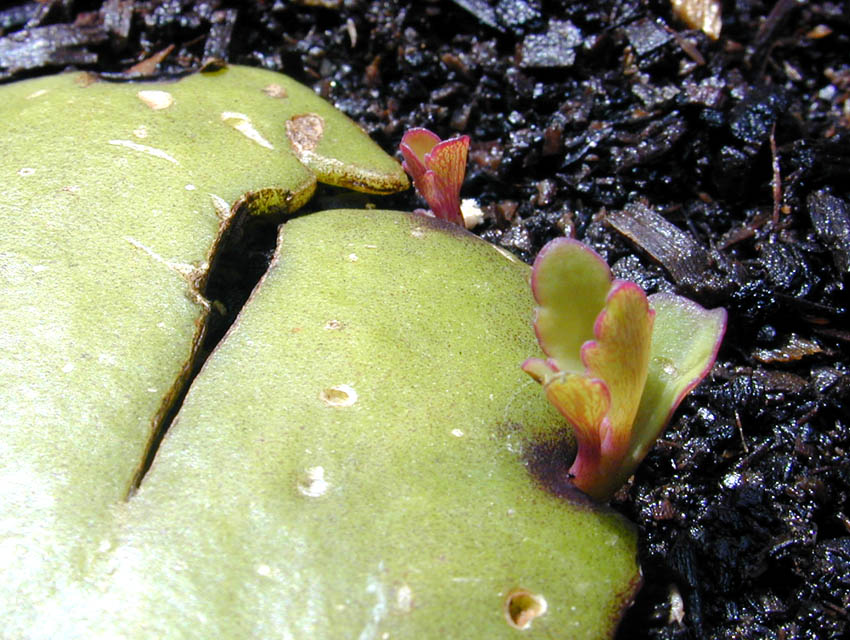
Укоренённый листовой черенок

Наконец, у некоторых растений (бриофиллум, бегония, пеперомия, сенполия) делают черенки из листьев (листовые черенки).